# Kerava (stacja kolejowa)
Kerava (szw. Kervo) – węzłowa stacja kolejowa w Keravie, 30 km na północ od Helsinek.

## Ruch pasażerski
Kerava jest stacją zarówno dla pociągów dalekobieżnych jak i dla  kolei aglomeracyjnej na linii Helsinki – Riihimäki. W Keravie kończy się tor przeznaczony dla kolei miejskiej i pociągi jadące na północ korzystają z toru ogólnego.
Na stacji zatrzymują się w większości pociągi dalekobieżne oraz wszystkie SKM linii K, N, T, H, R oraz pośpiesznej Z.

## Obsługa pasażerów
Kasy biletowe, WC, kawiarnia, przystanek autobusowy, postój taksówek, parking rowerowy. Stacja posiada ułatwienia dla niepełnosprawnych.

## Historia
Linia kolejowa przebiegająca przez Keravę powstała w r. 1862 i przez kilkanaście lat za stację służył mały i ciasny budynek. Sytuacja zmieniła się w roku 1974, kiedy wybudowano kolejową odnogę do Porvoo.  Obecny budynek dworca zaprojektował Knut Nylander a wybudowano go w roku 1878. stacja była jedną z pierwszych nowoczesnych na linii Helsinki – Hämeenlinna.